# Wortelgemiddelde
Het wortelgemiddelde, ook veralgemeend gemiddelde of höldergemiddelde,  genoemd naar Otto Hölder, is een centrummaat. Het wortelgemiddelde met macht {\displaystyle p} van een rijtje van {\displaystyle n} getallen wordt als volgt berekend: verhef alle getallen tot de macht {\displaystyle p}, bepaal het rekenkundige gemiddelde van deze {\displaystyle p}-de machten en neem uit dit gemiddelde de p-de-machtswortel. Behalve het rekenkundige gemiddelde ({\displaystyle p=1}) zijn ook het meetkundig gemiddelde ({\displaystyle p=0}), het kwadratische gemiddelde ({\displaystyle p=2}) en het harmonische gemiddelde ({\displaystyle p=-1}) wortelgemiddelden.
Het rijtje getallen waar het om gaat is op te vatten als een vector. In een coördinatenruimte in {\displaystyle n} dimensies, dat kan een reële of een complexe coördinatenruimte zijn, bepaalt het wortelgemiddelde van de absolute waarden van de coördinaten van deze vector voor {\displaystyle p\geq 1} een norm voor die vector. Lp-ruimten zijn zo gedefinieerd.

## Definitie
Voor het reële getal {\displaystyle p\neq 0} is het {\displaystyle p}-de-machtswortelgemiddelde van de getallen {\displaystyle a_{1},a_{2},\ldots ,a_{n}} gedefinieerd. De getallen mogen niet negatief zijn.
{\displaystyle W_{p}(a_{1},a_{2},\ldots ,a_{n})=\left({\frac {\sum _{k=1}^{n}a_{k}^{p}}{n}}\right)^{1/p}=\left({\frac {a_{1}^{p}+a_{2}^{p}+\cdots +a_{n}^{p}}{n}}\right)^{1/p}}.
Hoewel het voorschrift van sommige gemiddelden niet meteen hetzelfde is, worden zij toch als wortelgemiddelde gerekend. Deze wortelgemiddelden zijn in de limiet voor {\displaystyle p\to 0,\ p\to -\infty } en {\displaystyle p\to \infty } gedefinieerd:
{\displaystyle W_{0}(a_{1},a_{2},\ldots ,a_{n})={\sqrt[{n}]{a_{1}a_{2}\ldots a_{n}}}}, het meetkundige gemiddelde
{\displaystyle W_{-\infty }(a_{1},a_{2},\ldots ,a_{n})=\min\{a_{1},a_{2},\ldots ,a_{n}\}}, het minimum
{\displaystyle W_{\infty }(a_{1},a_{2},\ldots ,a_{n})=\max\{a_{1},a_{2},\ldots ,a_{n}\}}, het maximum

## Voorbeelden
- {\displaystyle p=1} geeft het rekenkundige gemiddelde: {\displaystyle W_{1}={\frac {a_{1}+a_{2}+\cdots +a_{n}}{n}}}
- {\displaystyle p=2} geeft het kwadratische gemiddelde: {\displaystyle W_{2}={\sqrt {\frac {a_{1}^{2}+a_{2}^{2}+\cdots +a_{n}^{2}}{n}}}}
- {\displaystyle p=-1} geeft het harmonische gemiddelde: {\displaystyle W_{-1}={\frac {n}{{\frac {1}{a_{1}}}+{\frac {1}{a_{2}}}+\ldots +{\frac {1}{a_{n}}}}}}

## Eigenschappen
- Het wortelgemiddelde is homogeen, dat wil zeggen dat voor {\displaystyle \lambda >0} geldt:

{\displaystyle W_{p}(\lambda a_{1},\lambda a_{2},\ldots ,\lambda a_{n})=\lambda W_{p}(a_{1},a_{2},\ldots ,a_{n})}
- De berekening van een wortelgemiddelde kan in blokken van gelijke grootte worden opgesplitst:

{\displaystyle W_{p}(a_{1},\,a_{2},\ldots ,a_{mk})=W_{p}(W_{p}(a_{1},\ldots ,a_{k}),W_{p}(a_{k+1},\ldots ,a_{2k}),\ldots ,W_{p}(a_{(m-1)k+1},\ldots ,x_{mk}))}
- Algemeen geldt voor {\displaystyle -\infty \leq s\leq t\leq \infty }:

{\displaystyle W_{s}(a_{1},a_{2},\ldots ,a_{n})\leq W_{t}(a_{1},a_{2},\ldots ,a_{n})}
- Het wortelgemiddelde van {\displaystyle n} dezelfde getallen is gelijk aan dat getal:

{\displaystyle W_{p}(a,a,\ldots ,a)=a}
- Als de wortelgemiddelden voor twee verschillende machten aan elkaar gelijk zijn, dan zijn alle getallen aan elkaar gelijk.

{\displaystyle s\neq t\land W_{s}(a_{1},a_{2},\ldots ,a_{n})=W_{t}(a_{1},a_{2},\ldots ,a_{n})\implies a_{1}=a_{2}=\ldots =a_{n}}

## Bewijzen voor de limietgevallen
Het wortelgemiddelde {\displaystyle W_{0}} is de limiet van {\displaystyle W_{p}} voor {\displaystyle p\to 0}. Immers:
{\displaystyle W_{p}(a_{1},\ldots ,a_{n})=\exp {\left(\ln {\left({\frac {1}{n}}\sum _{k=1}^{n}a_{k}^{p}\right)^{1/p}}\right)}=\exp {\left({\frac {\ln {\left(\sum _{k=1}^{n}a_{k}^{p}\right)}-\ln n}{p}}\right)}}
Voor de exponent geldt volgens de regel van l'Hôpital:
{\displaystyle \lim _{p\to 0}{\frac {\ln {\left(\sum _{k=1}^{n}a_{k}^{p}\right)-\ln n}}{p}}=\lim _{p\to 0}{\frac {\sum _{k=1}^{n}a_{k}^{p}\ln {a_{k}}}{\sum _{k=1}^{n}a_{k}^{p}}}={\frac {1}{n}}\sum _{k=1}^{n}\ln {a_{k}}=\ln \left((a_{1}a_{2}\ldots a_{n})^{1/n}\right)}
Omdat de exponentiële functie een continue functie is, volgt:
{\displaystyle \lim _{p\to 0}W_{p}(a_{1},a_{2},\ldots ,a_{n})=\exp {\ln \left((a_{1}a_{2}\ldots a_{n})^{1/n}\right)}=(a_{1}a_{2}\ldots a_{n})^{1/n}=W_{0}(a_{1},a_{2},\ldots ,a_{n})}
Het wortelgemiddelde {\displaystyle W_{-\infty }} is de limiet van {\displaystyle W_{p}} voor {\displaystyle p\to -\infty }. 
Dit is een direct gevolg van de betrekking:
{\displaystyle W_{-\infty }(a_{1},a_{2},\ldots ,a_{n})={\frac {1}{W_{\infty }(1/a_{1},1/a_{2},\ldots ,1/a_{n})}}}
Het wortelgemiddelde {\displaystyle W_{\infty }} is de limiet van {\displaystyle W_{p}} voor {\displaystyle p\to \infty }. Immers:
Laat {\displaystyle a=\max\{a_{1},a_{2},\ldots ,a_{n}\}}, dan is:
{\displaystyle \lim _{p\to \infty }W_{p}(a_{1},a_{2},\ldots ,a_{n})=\lim _{p\to \infty }\left({\frac {1}{n}}\sum _{k=1}^{n}a_{k}^{p}\right)^{1/p}=a\lim _{p\to \infty }\left({\frac {1}{n}}\sum _{k=1}^{n}\left({\frac {a_{k}}{a}}\right)^{p}\right)^{1/p}=a=W_{\infty }(a_{1},a_{2},\ldots ,a_{n})}

## Websites
- MathWorld. Power Mean.